# Pocatello
Pocatello ist der Verwaltungssitz und mit 56.320 Einwohnern (2020) gleichzeitig die größte Stadt des Bannock County im US-Bundesstaat Idaho.

## Geographie
Pocatello liegt auf knapp 1.360 Meter über dem Meeresspiegel in der Snake River Plain im Südwesten von Idaho und reicht bis in das Power County. Pocatello ist von der Fort Hall Indian Reservation umgeben, in der die Shoshone-Bannock-Indianer leben. Die Stadt entstand als Handelsstation von Pelzhändlern und wuchs dank eines Goldrausches und als Haltepunkt der Utah and Northern Railway, einer der wichtigsten Ost-West-Verbindungen für den inner-amerikanischen Güterverkehr.

### Klima
|                       | Jan  | Feb  | Mär  | Apr  | Mai  | Jun  | Jul  | Aug  | Sep  | Okt  | Nov  | Dez  |   |       |
| Mittl. Tagesmax. (°C) | 0,1  | 3,6  | 8,2  | 14,2 | 19,7 | 25,6 | 31,2 | 30,2 | 23,9 | 16,9 | 7,3  | 0,9  | ⌀ | 15,2  |
| Mittl. Tagesmin. (°C) | −9,8 | −6,8 | −3,4 | 0,2  | 4,2  | 8,5  | 11,7 | 10,5 | 6,0  | 0,8  | −3,3 | −9,0 | ⌀ | 0,8   |
|                       |      |      |      |      |      |      |      |      |      |      |      |      |   |       |
| Niederschlag (mm)     | 26,4 | 23,4 | 32,0 | 30,5 | 34,3 | 25,9 | 16,5 | 17,0 | 21,6 | 23,1 | 29,5 | 28,2 | Σ | 308,4 |
|                       |      |      |      |      |      |      |      |      |      |      |      |      |   |       |
| Regentage (d)         | 7,0  | 6,2  | 7,3  | 6,4  | 6,3  | 4,9  | 2,7  | 2,8  | 3,5  | 3,9  | 7,1  | 7,2  | Σ | 65,3  |

| −9,8 |

| −6,8 |

| −3,4 |

| 0,2 |

| 4,2 |

| 8,5 |

| 11,7 |

| 10,5 |

| 6,0 |

| 0,8 |

| −3,3 |

| −9,0 |

| −9,8 |

| −6,8 |

| −3,4 |

| 0,2 |

| 4,2 |

| 8,5 |

| 11,7 |

| 10,5 |

| 6,0 |

| 0,8 |

| −3,3 |

| −9,0 |

## Geschichte
Der Name Pocatello stammt von dem Indianerhäuptling Pocatello, der den Bau der Eisenbahn durch die Indianerreservation hindurch genehmigte.

### Einwohnerentwicklung
| Jahr | Einwohner¹ |
| ---- | ---------- |
| 1980 | 46.340     |
| 1990 | 46.117     |
| 2000 | 51.466     |
| 2010 | 54.255     |
| 2020 | 56.320     |

¹ 1980 – 2020: Volkszählungsergebnisse

## Sehenswürdigkeiten
Sehenswert ist der alte Stadtkern mit historischen Gebäuden, zu denen auch die Pocatello High School gehört, die schon 1897 gegründet wurde. Bemerkenswert sind außerdem die alten Bahnanlagen der Union Pacific Railroad. Es gibt 2 Museen in der Stadt: Bannock County Historical Museum und Idaho Museum of Natural History.

## Bildung
Die Idaho State University (kurz: ISU), die mit ca. 13.000 Studenten zu den wichtigsten Universitäten des Staates gehört, ist der größte Arbeitgeber der Stadt.

## Filmschauplatz
Pocatello ist in dem Film Latter Days die Heimatstadt des Mormonenmissionars Aaron Davis und Schauplatz einiger Szenen der zweiten Hälfte des Films.

## Partnerstädte
- Iwamizawa, Japan
- Kware Manguel, Burkina Faso

## Trivia
Laut Umfrage der North American Vexillological Association errang Pocatello 2012 den letzten der 150 Plätze der besten Stadtflaggen der USA. Die Flagge enthielt den Stadtnamen, ein Werbelogo, einen Slogan und sogar Urheberrechts-Hinweise. Aufgrund der Kritik nahm die Stadt 2017 eine neue, besser gestaltete Flagge an.

## Söhne und Töchter der Stadt
- Edward Stevenson (1906–1968), Kostümbildner und Oscar-Preisträger 1961
- Billie Bird (1908–2002), Schauspielerin und Komikerin
- Hamer H. Budge (1910–2003), Politiker, Vertreter von Idaho im US-Repräsentantenhaus
- Vernon Van Dyke (1912–1998), Politikwissenschaftler
- Gloria Dickson (1917–1945), Schauspielerin
- Bob Bates (1923–1981), Jazzbassist
- Norman Bates (1927–2004), Jazzbassist
- Steven Bach (1938–2009), Filmproduzent und Autor
- Larry Scott (1938–2014), Bodybuilder
- Diane Middlebrook (1939–2007), Autorin und Biografin
- Tom Spanbauer (1946–2024), Schriftsteller
- Larry Barrett (1955–2014), Singer/Songwriter
- Nick Lyon (* 1970), Regisseur und Drehbuchautor
- Reo Wilde (* 1973), Bogenschütze (Compound)
- Spencer Nelson (* 1980), US-amerikanisch-aserbaidschanischer Basketballspieler
- Matt Shriver (* 1980), Cyclocross- und Straßenradrennfahrer
- Kayla Barron (* 1987), Astronautin und Offizierin der U-Boot-Kriegsführung
- Taysom Hill (* 1990), American-Football-Spieler
- Colin Joyce (* 1994), Radrennfahrer